# Università statale inguscia
L'Università statale inguscia (IngGU) è un ente di istruzione accademica russo situato a Magas.

## Struttura
- Facoltà giuridica
- Facoltà economica
- Facoltà economico-finanziaria
- Facoltà tecnologico-pedagogica
- Facoltà fisico-matematica
- Facoltà filologica
- Facoltà medica
- Facoltà agro-ingegneristica
- Facoltà chimico-biologica